# Aeropuerto de Kristiansund-Kvernberget
El Aeropuerto de Kristiansund-Kvernberget (en noruego: Kristiansund Lufthavn, Kvernberget) (IATA: KSU, OACI: ENKB) es un aeropuerto que sirve a Kristiansund, provincia de Møre og Romsdal en la costa oeste de Noruega. Se encuentra a 7 km al oeste de la ciudad. Posee también un helipuerto desde el cual la empresa CHC Helikopter Service realiza vuelos hacia y desde las plataformas petrolíferas en el Mar del Norte.

## Historia
El aeropuerto de Kristiansund fue inaugurado el 30 de junio de 1970 por príncipe Harald de Noruega. El primer oficial de aterrizar en el aeropuerto fueron llevadas a cabo por un avión Fokker F-28 pertenecientes Braathens. El aeropuerto ha recibido muchas más compañías aéreas. En 1981, la primera ruta internacional desde el aeropuerto abierto, como Dan-Air London voló una vez a la semana entre Londres y Kristiansund.
Cuando se descubrió petróleo fuera de Kristiansund, en 1980 se creó una base de helicópteros en el aeropuerto para el transporte de las tripulaciones hacia y desde las plataformas petrolíferas en el Mar del Norte. Esta base sigue ahí, y cada año 80 000 pasajeros viajar en helicóptero desde y hacia el aeropuerto de Kristiansund.

## Acesos

### Por carretera
Hay buenas carreteras para el aeropuerto de Kristiansund. Una salida de carretera 70 conduce a la carretera 681, que conduce al aeropuerto de Kristiansund. Carretera 70 es la carretera principal a Kristiansund, y desde el aeropuerto de salida hay 7 kilómetros del centro de la ciudad.

### Por autobús
Hay autobuses desde y hacia cada uno de salida y llegada en el aeropuerto de Kristiansund. Autobús del aeropuerto (NO: Flybuss) que va desde la terminal de tráfico en centro de Kristiansund al aeropuerto a todos los principales hoteles de la ciudad. Viaje en bus desde el centro hasta el aeropuerto tarda unos 15 minutos y cuesta 30 Coronas. (4 €)

## Aerolíneas y destinos
- CHC Helikopter Service (Deep Sea Bergen, Draugen, Heidrun, Njord, Scarabeo 5, Stril Poseidon, Victoriefeltet, West Alpha, Åsgard A, Åsgard B)
- Direktflyg (Trondheim)
- Scandinavian Airlines
  - Scandinavian Airlines Norge (Bergen, Haugesund, Kristiansand, Oslo, Stavanger)

## Estadísticas
Ver fuente y consulta Wikidata.